# 皇帝フランツ・ヨーゼフ1世救命祝賀行進曲
『皇帝フランツ・ヨーゼフ1世救命祝賀行進曲』（こうていフランツ・ヨーゼフいっせいきゅうめいしゅくがこうしんきょく、ドイツ語: Kaiser Franz Joseph I, Rettungs-Jubel-Marsch）作品126は、ヨハン・シュトラウス2世が作曲した行進曲。

## 邦題
- 『皇帝フランツ・ヨーゼフ危機脱出記念行進曲』
- 『皇帝フランツ・ヨーゼフ解放祝典行進曲』
- 『皇帝フランツ・ヨーゼフ1世万歳!』

などの邦題が用いられることもある。

## 解説

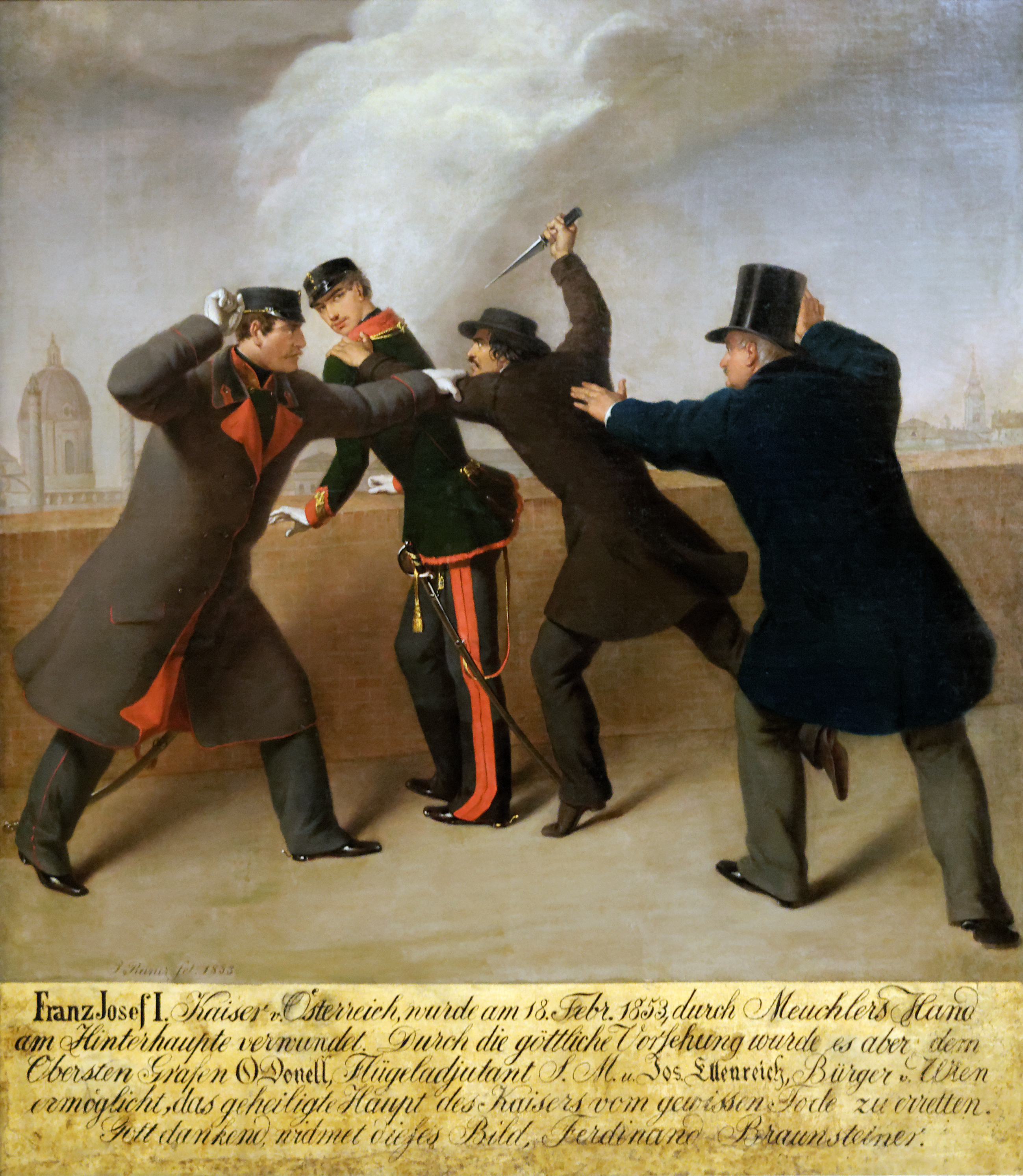
1853年フランツ・ヨーゼフ1世襲撃事件（2月18日）の様子

1853年2月18日、若きオーストリア皇帝フランツ・ヨーゼフ1世は副官マクシミリアン・カール・オドネル伯爵一人のみを引き連れてブルク稜堡を散歩していた。その時、2週間前から暗殺の機会をうかがっていた愛国的なハンガリー人の仕立物師ヤーノシュ・リーベニに襲撃され、フランツ・ヨーゼフ1世は後頭部の骨を損傷する重傷を負った。4年前に過酷なハンガリー弾圧があったことで、一部の急進的なハンガリー人は皇帝に怨みを抱いていたのである。
皇帝暗殺未遂事件が起こったことを知ったヨハン・シュトラウス2世は、皇帝の命が救われたことを祝って作品を献呈しようと考えた。シュトラウスはかつての1848年革命の際に革命側に与したことによって、皇帝フランツ・ヨーゼフ1世ら宮廷側から疎まれる存在になってしまっていた。そのため、シュトラウスは何とかしてフランツ・ヨーゼフ1世の勘気を解こうと、『皇帝フランツ・ヨーゼフ行進曲』や『戦勝行進曲』などいくつもの体制賛美の曲を作った。この『皇帝フランツ・ヨーゼフ1世救命祝賀行進曲』も、そうした皇帝に献呈された曲のひとつである。
最後の部分には、皇帝への忠誠を示すためにハイドン作曲のオーストリア帝国国歌『神よ、皇帝フランツを守り給え』のメロディーが採り入れられている。

## ニューイヤーコンサート
ウィーンフィル・ニューイヤーコンサートへの登場は以下の通りである。
- 1980年 - ロリン・マゼール指揮
- 1999年 - ロリン・マゼール指揮
- 2003年 - ニコラウス・アーノンクール指揮